# Santa María Norte
Santa María Norte es una comuna argentina ubicada en el Departamento Las Colonias, provincia de Santa Fe, a 47 km de la capital provincial. 
Las principales actividades económicas giran en torno a la ganadería (tambos, producción lechera) y la agricultura (soja y trigo).

## Población
Cuenta con 164 habitantes (Indec, 2022).
| Gráfica de evolución demográfica de Santa María Norte entre 1991 y 2022 |
|                                                                         |
| Fuente: Censos nacionales del INDEC                                     |

## Santo Patrono
- 15 de septiembre: Nuestra Señora de los Dolores